# Albert Royneau
Albert Royneau est un homme politique français né le 16 octobre 1866 à Luplanté (Eure-et-Loir) et mort le 7 octobre 1922 à Ollé (Eure-et-Loir)

## Biographie
Agriculteur, président du comice agricole de Chartres, il est maire d'Ollé. Il est sénateur d'Eure-et-Loir de 1920 à 1922, membre de la commission de l'agriculture.

## Sources
- « Albert Royneau », dans le Dictionnaire des parlementaires français (1889-1940), sous la direction de Jean Jolly, PUF, 1960 [détail de l’édition]